# Charles Lefebvre-Desnouettes
Charles Lefebvre-Desnouettes sau Desnoettes (1773 - 1822), conte al Imperiului, a fost un general francez de cavalerie.
1. 1 2  Charles Lefebvre-Desnouettes, SNAC, accesat în 9 octombrie 2017